# العلاقات الأسترالية الليبيرية
العلاقات الأسترالية الليبيرية هي العلاقات الثنائية التي تجمع بين أستراليا وليبيريا.

## مقارنة بين البلدين
هذه مقارنة عامة ومرجعية للدولتين:
| وجه المقارنة                                              | أستراليا                                   | ليبيريا      |
| --------------------------------------------------------- | ------------------------------------------ | ------------ |
| المساحة (كم2)                                             | 7.69 مليون                                 | 111.37 ألف   |
| عدد السكان (نسمة)                                         | 24.51 مليون                                | 4.73 مليون   |
| الكثافة السكانية (ن./كم²)                                 | 3.19                                       | 42.47        |
| العاصمة                                                   | كانبرا، ملبورن                             | مونروفيا     |
| اللغة الرسمية                                             | لغة إنجليزية                               | لغة إنجليزية |
| العملة                                                    | دولار أسترالي، جنيه إسترليني، جنيه أسترالي | دولار ليبيري |
| الناتج المحلي الإجمالي (بليون دولار)                      | 1.32 تريليون                               | 2.16 مليار   |
| الناتج المحلي الإجمالي (تعادل القوة الشرائية) بليون دولار | 1.10 تريليون                               | 3.76 مليار   |
| الناتج المحلي الإجمالي الاسمي للفرد دولار أمريكي          | 56.31 ألف                                  | 455          |
| الناتج المحلي الإجمالي للفرد دولار أمريكي                 | 45.92 ألف                                  | 842          |
| مؤشر التنمية البشرية                                      | 0.939                                      | 0.430        |
| رمز المكالمات الدولي                                      | +61                                        | +231         |
| رمز الإنترنت                                              | .au                                        | .lr          |
| المنطقة الزمنية                                           |                                            | 00           |

## منظمات دولية مشتركة
يشترك البلدان في عضوية مجموعة من المنظمات الدولية، منها:
| علم المنظمة | اسم المنظمة                               | تاريخ انضمام أستراليا | تاريخ انضمام ليبيريا |
| ----------- | ----------------------------------------- | --------------------- | -------------------- |
|             | مؤسسة التنمية الدولية                     | 24 سبتمبر 1960        | 28 مارس 1962         |
|             | مؤسسة التمويل الدولية                     | 20 يوليو 1956         | 28 مارس 1962         |
|             | منظمة حظر الأسلحة الكيميائية              | ?                     | ?                    |
|             | الأمم المتحدة                             | 1 نوفمبر 1945         | 2 نوفمبر 1945        |
|             | الاتحاد الدولي للاتصالات                  | 27 مايو 1878          | 10 أكتوبر 1927       |
|             | منظمة الشرطة الجنائية الدولية             | ?                     | ?                    |
|             | البنك الدولي للإنشاء والتعمير             | 5 أغسطس 1947          | 28 مارس 1962         |
|             | الاتحاد البريدي العالمي                   | ?                     | ?                    |
|             | المركز الدولي لتسوية المنازعات الاستشارية | 1 يونيو 1991          | 16 يوليو 1970        |
|             | وكالة ضمان الاستثمار متعدد الأطراف        | 10 فبراير 1999        | 12 أبريل 2007        |
|             | يونسكو                                    | 4 نوفمبر 1946         | 6 مارس 1947          |

## وصلات خارجية
- موقع وزارة الخارجية الأسترالية
- موقع وزارة الخارجية الليبيرية